# Sikorsky S-7

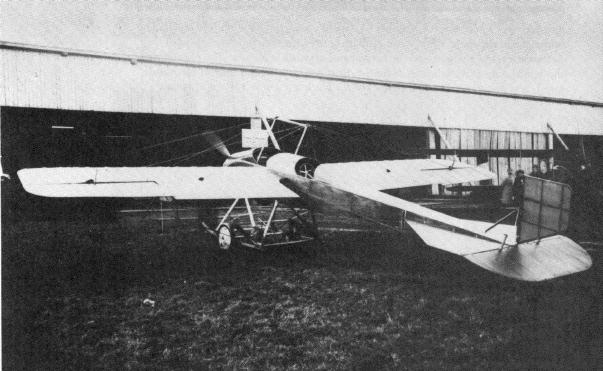
Vista do S-7 pela traseira

O Sikorsky S-7 foi um protótipo de aeronave projetado no Império Russo, construído pela Russo-Báltica logo após Igor Sikorsky se tornar engenheiro chefe na divisão de manufatura de aeronaves. 

## Projeto e desenvolvimento
O S-7 era um monoplano de dois assentos motorizados com um motor giratório de 70 hp (100 kW) da Gnome. A construção foi iniciada no começo do verão de 1912 e finalizado em Julho. O piloto sentava no assento traseiro com um passageiro no compartimento dianteiro, em configuração tandem. A fuselagem era fechada com madeira compensada e a aeronave utilizava componentes do S-6A, incluindo a asa principal, a cauda e o trem de pouso.

## Histórico operacional
O S-7 entrou em uma competição militar em São Petesburgo em Agosto de 1912. Durante a tentativa de decolagem de um campo sulcado o trem de pouso foi severamente danificado e o S-7 ficou impossibilitado de finalizar a competição. Em 1913 a aeronave foi reparada e serviu para treinamento. Em 1914 a Bulgária comprou o S-7 e usou em operações durante a Primeira Guerra Mundial.